# Zoerab Dzjaparidze
Zoerab Dzjaparidze, voluit Zoerab Girtjsi Dzjaparidze (Georgisch: ზურაბ გირჩი ჯაფარიძე) (Tbilisi, 1 januari 1976), is een politicus uit Georgië. Hij is oprichter en leider van de liberaal-libertarische politieke partij Girtsji – Meer Vrijheid en was lid van het parlement van Georgië. Hij werd in juni 2025 gevangengezet op grond van wat algemeen wordt beschouwd als politiek gemotiveerde aanklachten, nadat hij een dagvaarding van de Commissie-Tsoeloekiani had geweigerd op te volgen.

## Biografie
Zoerab Dzjaparidze werd in Tbilisi geboren, in wat destijds nog de Georgische sovjetrepubliek was. Hij groeide op in het district Vake van de hoofdstad, in een klein appartement met zijn ouders en een broer.

### Opleiding en beroepscarrière
Dzjaparidze studeerde in 1999 als huisarts af aan de Staatsuniversiteit voor Geneeskunde van Tbilisi, maar was halverwege zijn studie niet meer geïnteresseerd in het vakgebied. Hij deed daarna een vervolgopleiding in bestuurskunde aan het Georgisch Instituut voor Publieke Zaken (GIPA), waar hij in 2005 afstudeerde. In 2010 behaalde hij een master in projectmanagement aan de George Washington-universiteit.
Vanaf 1998 werkte Dzjaparidze voor diverse door het Westen gefinancierde hulpprogramma's voor Georgië. Van 2005 tot 2011 was hij professor aan het GIPA en sinds 2011 aan de Vrije Universiteit van Tbilisi. Van 2010 tot 2012 was hij tevens columnist voor het tijdschrift Tabula.

## Politiek
Dzjaparidze begon zijn politieke carrière in 2012 toen hij zich aansloot bij de Verenigde Nationale Beweging (UNM), de regeringspartij van dat moment onder president Micheil Saakasjvili. In de parlementsverkiezingen van oktober 2012 was hij kandidaat op de partijlijst en werd in het parlement verkozen. De partij had de verkiezingen verloren van Georgische Droom en ging in oppositie.
Hij probeerde in 2013 kandidaat namens de partij te worden in de presidentsverkiezingen van dat jaar, maar verloor de interne stemming van David Bakradze. Hij werd lid van het bestuur van de partij, maar was niet tevreden met de mate van vernieuwing en verliet in mei 2015 samen met drie anderen de Verenigde Nationale Beweging. Hij behield zijn zetel in het parlement.

### Girtsji

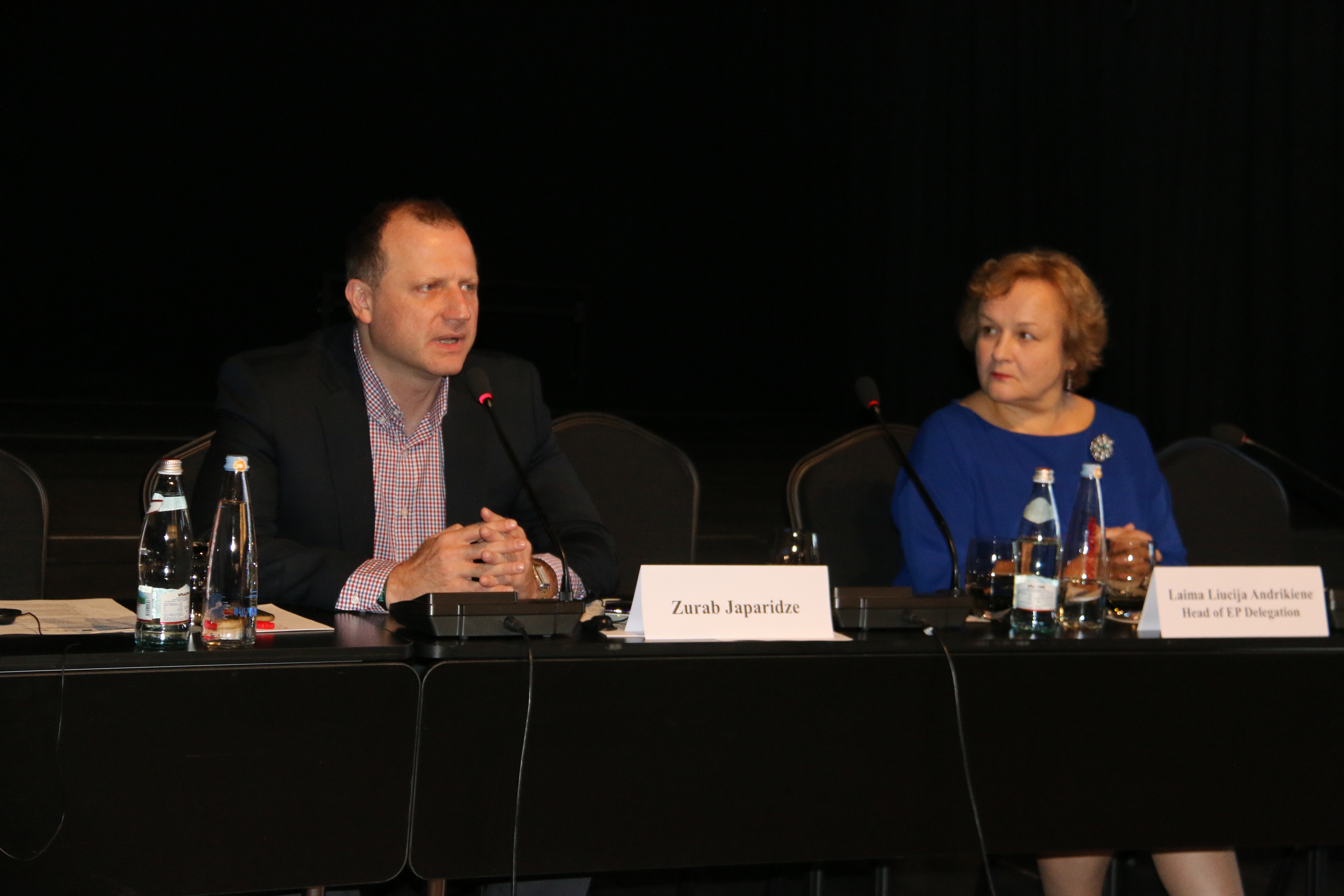
Zoerab Dzjaparidze in 2018 als presidentskandidaat met Europarlementariër Laima Andrikienė.

In het najaar van 2015 begon Dzjaparidze de rechts-libertarische partij Nieuw Politiek Centrum - Girtsji, kortweg Girtsji genoemd. Dzjaparidze werd voorzitter van de partij, die in een electorale alliantie meedeed met de parlementsverkiezingen van 2016. Ze profileerde zich sterk op drugs-liberalisering, een kleine overheid en lagere belastingen, maar behaalde geen zetels.
Twee jaar later deed Dzjaparidze nog een gooi naar het presidentschap en was kandidaat in de verkiezingen van 2018. Hiervoor legde Dzjaparidze zijn partijvoorzitterschap neer. Hij werd zesde in de verkiezing met ruim twee procent van de stemmen. In 2020 deed Girtsji zelfstandig mee in de parlementsverkiezingen met Dzjaparidze als lijsttrekker en won door de verlaagde kiesdrempel vier zetels.
De verkiezingsresultaten werden door de oppositie betwist, die het parlement boycotte. Ook Girtsji deed daaraan mee, maar de fractie was verdeeld over de koers. Dzjaparidze wilde net als een aantal andere oppositieleden de zetels formeel opzeggen, maar de rest van zijn fractie wilde hier niet in mee. Vijf weken na de verkiezingen verliet Dzjaparidze mede hierom de partij. Ook controversiële uitspraken van de partijvoorzitter speelden een rol.

### Girtsji – Meer Vrijheid
Dzjaparidze nam een deel van de partij mee en richtte december 2020 de nieuwe politieke partij Girtsji – Meer Vrijheid op, met gebruikmaking van hetzelfde logo. Op 19 april 2021 stopten de meeste leden van de oppositie met hun boycot, toen door EU-president Charles Michel een akkoord was bemiddeld tussen de regerende Georgische Droom en de oppositie. Dzjaparidze en zijn drie voormalige fractiegenoten van Girtsji ondertekenden de overeenkomst en namen zitting in het parlement. Dzjaparidze stapte vervolgens in een gezamenlijke fractie van Strategie Agmasjenebeli, Republikeinse Partij en afgesplitste leden van Europees Georgië en de Verenigde Nationale Beweging. Ze noemden de fractie Groep voor de hervormingen van Charles Michel, een referentie naar de hervormingen die in het akkoord van Michel afgesproken waren.
Op 28 juli 2021 zegde Georgische Droom het akkoord van Michel op, wat Dzjaparidze ertoe aanzette alsnog zijn parlementszetel in te leveren. De terugtrekking van Georgische Droom was volgens hem een weigering van "de Euro-Atlantische toekomst van het land". Drie maanden later, na de gemeenteraadsverkiezingen, werd op 17 november 2021 zijn zetel door het parlement ingetrokken. Bij daaropvolgende verkiezingen nam Dzjaparidze met zijn partij deel aan verschillende electorale allianties. Door zijn principiële en activistische houding in de politieke crises na de verkiezingen van 2020 en 2021 werd hij een van de prominente gezichten van de oppositie, ondanks dat zijn partij een geringe aanhang had.

### Verkiezingen 2024 en vervolging

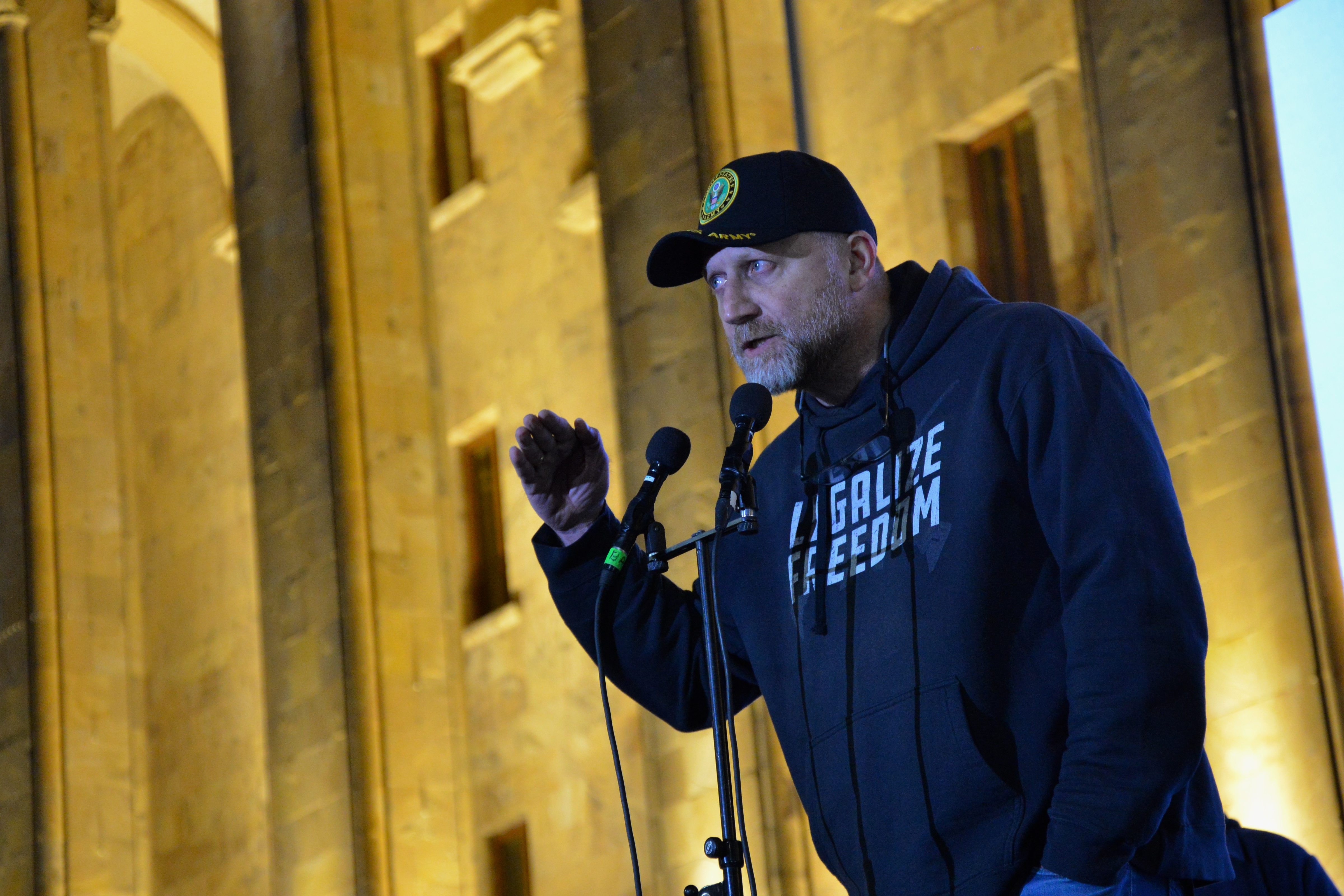
Partijleider Dzjaparidze werd een van de gezichten van de oppositieprotesten (4 november 2024).

In september 2023 ging Dzjaparidze met Girtsji – Meer Vrijheid een electorale alliantie aan met Droa, een afsplitsing van Europees Georgië, om de krachten te bundelen in aanloop naar de als cruciaal aangemerkte parlementsverkiezingen van oktober 2024. Een half jaar later sloten de twee partijen zich aan bij de Coalitie voor Verandering, een initiatief van de nieuwe partij Achali, opgericht door voormalige prominenten uit de Verenigde Nationale Beweging. Dzjaparidze werd een van de gezichten van deze coalitie en stond op plek drie van de lijst.
De coalitie werd de grootste oppositiegroep in de uitslag, die als frauduleus werd bestempeld door de oppositie en waarnemers en de oppositie aanzette tot een boycot van het parlement. Op 5 februari 2025 werd Dzjaparidze's zetel met die van 48 andere leden van de oppositie op eigen verzoek ingetrokken. De regerende Georgische Droom deed daarna haar verkiezingsbelofte gestand om het politieke landschap "gezond te maken", en richtte de Commissie-Tsoeloekiani op, die als uiteindelijk doel had de Verenigde Nationale Beweging en al haar satellietpartijen te verbieden. Veel opgeroepen oppositieleden weigerden voor de commissie te verschijnen, waaronder ook Dzjaparidze. Hij werd op 23 juni 2025 hiervoor veroordeeld tot zeven maanden celstraf en een verbod van twee jaar op publieke functies.

## Persoonlijk
Dzajaparidze is sinds 2012 getrouwd met Nata Koridze, een voormalig diplomate. Het gezin heeft drie kinderen.